# 343 Dywizja Piechoty (III Rzesza)
343 Dywizja Piechoty (niem. 343. Infanterie-Division) – niemiecka dywizja z czasów II wojny światowej, uczestniczyła w walkach przeciw wojskom alintów zachodnich.
Sformowana na poligonie Grafenwöhr na mocy rozkazu z 1 października 1942, poza falą mobilizacyjną w XIII Okręgu Wojskowym. Początkowo była to słaba jednostka statyczna, pozbawiona środków transportu i posiadająca tylko dwa dwubatalionowe pułki piechoty. Po reorganizacji i wzmocnieniu wiosną 1944 r. dywizja weszła w skład garnizonu broniącego Brestu, przestała istnieć po upadku miasta 19 września 1944.

## Dowódcy dywizji
- gen. por. Friedrich Zickwolff 28 IX 1942 – 25 VIII 1943;
- gen. mjr Hermann Kruse 25 VIII 1943 – 1 II 1944;
- gen. por. Erwin Rauch 1 II 1944 – 18 IX 1944.

## Struktura organizacyjna
- Skład w październiku 1942:

851. i 852. forteczny pułk piechoty, 343. pułk artylerii, 343. batalion pionierów, 343. oddział łączności;
- Skład w kwietniu 1944:

851., 852. i 898. forteczny pułk grenadierów, 343. pułk artylerii, 343. batalion pionierów, 343. oddział łączności;